# V династия
V династия — древнеегипетская династия фараонов эпохи Древнего царства, правившая ок. 2504—2347 гг. до н. э.
Во время правления V династии произошли важные изменения в древнеегипетской религии: культ бога Ра приобретает всё большее значение, в Абусире строятся посвящённые ему храмы, распространяется культ бога Осириса, при последнем фараоне Унисе жрецы Гелиополя стали терять значение, а на стенах гробниц начинают фиксироваться тексты пирамид, призванные снять зависимость умершего фараона от памяти забывчивых потомков.

## Список фараонов династии
1. Усеркаф — ок. 2504—2496 до н. э.
2. Сахура — ок. 2496—2483 до н. э.
3. Нефериркара Какаи — ок. 2483—2463 до н. э.
4. Шепсескара — ок. 2463—2456 до н. э.
5. Неферефра — ок. 2456—2445 до н. э.
6. Ниусерра — ок. 2445—2414 до н. э.
7. Менкаухор — ок. 2414—2405 до н. э.
8. Джедкара — ок. 2405—2367 до н. э.
9. Унис — ок. 2367—2347 до н. э.